# 岡山県道174号大元停車場上中野線
岡山県道174号大元停車場上中野線（おかやまけんどう174ごう おおもとていしゃじょうかみなかのせん）は、岡山県岡山市北区を通る一般県道である。

## 概要
道路法第7条第1項第5号の「主要地、主要港、主要停車場又は主要な観光地とこれらと密接な関係にある高速自動車国道、一般国道又は前各号の一に規定する都道府県道とを連絡する道路」に該当する県道で、JR宇野線（宇野みなと線および瀬戸大橋線）大元駅と岡山県道21号岡山児島線とを結ぶ。

### 路線データ
- 路線番号：3174[1]
- 起点：岡山県岡山市北区西古松140番1先（大元停車場）[1]
- 終点：岡山県岡山市北区上中野342番5先[1]
- 総延長：837.7 m [1]
- 実延長：0.8 km [2]
- 幅員：6 - 25 m [1]

## 歴史

### 年表
- 1960年（昭和35年）3月18日：認定および供用開始[1]。

## 路線状況
岡山市役所が運営する『岡山市地図情報』の「認定路線網図・道路台帳図マップ」のサイト情報によると、岡山県道21号岡山児島線の旧道にあたる岡山市道野田・西古松線および岡山市道西古松・下中野線との交点以西は、大元一丁目の「宗忠神社前交差点」を起点とし、上中野の「宗忠神社前交差点」を終点とする岡山県道21号岡山児島線の支線ということになっている。しかし、現地の都道府県道番号標識や市販の地図では便宜上、岡山県道21号岡山児島線の支線を含め、本路線として扱われている。

## 地理

### 通過する自治体
- 岡山県
  - 岡山市（北区）

### 交差する道路
| 交差する道路                                    | 交差する場所 | 交差する場所            |
| ----------------------------------------------- | ------------ | ----------------------- |
| 岡山県道173号大元停車場線                       | 大元駅前     | 大元駅前交差点 / 起点   |
| 岡山市道野田・西古松線 岡山市道西古松・下中野線 | 上中野       | 宗忠神社前交差点 / 終点 |
| 岡山県道21号岡山児島線                          | 大元一丁目   | 宗忠神社前交差点 / 終点 |

### 交差する鉄道
- JR宇野線（宇野みなと線および瀬戸大橋線）

### 沿線
- 大元駅
- 旧金毘羅往来（四国街道）
- 宗忠神社